# Temple Sinaí
El Temple Sinaí (en anglès: Temple Sinai) és una sinagoga reformista situada a Denver, Colorado, Estats Units. Es tracta d'una sinagoga completa que funciona amb una escola religiosa que atén a nens en edat pre-escolar i a estudiants en edad de confirmació. Els serveis es realitzen cada divendres a la nit, dissabte al matí, i els dies festius. La sinagoga té un gran mural multicolor de nens jugant, amb objectes rituals jueus i paraules en hebreu. L'edifici actual va ser construït en 1996.